# Wilma Mankiller

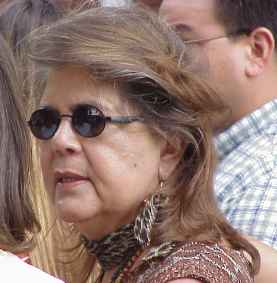
Wilma Mankiller la Sărbătoarea naţională Cherokee din 2001

Wilma Pearl Mankiller (n. 18 noiembrie 1945 - 6 aprilie 2010) a fost o femeie militantă din SUA.
Aparținând etniei cherokee, a fost prima femeie conducătoare a acestei națiuni (în perioada 1985 - 1995) și a inclus 300.000 de amerindieni în programele de asistență sanitară sau educațională.
Este considerată una dintre cele mai influente femei din istoria SUA, imaginea ei fiind propusă să apară pe bancnota de 20 de dolari.